# Hyles vandalusica
Hyles vandalusica är en fjärilsart som beskrevs av Hans Rebel. Hyles vandalusica ingår i släktet Hyles och familjen svärmare. Inga underarter finns listade i Catalogue of Life.